# Гортенсія Буссі
Мерседес Гортенсія Буссі Сото де Альєнде (22 липня 1914 — 18 червня 2009) — дружина президента Чилі Сальвадора Альєнде. Вона була одружена з ним з 1940 року, доки він не покінчив із собою під час чилійського перевороту 1973 року. Мерседес виконувала обов'язки першої леді Чилі з 1970 по 1973 рік. Її дочки — Беатріс, Ізабель та Кармен Паз.

## Життя
Буссі на прізвисько «Тенча» народилася в Ранкагуа в забезпеченій сім'ї. Вона була донькою Сіро Буссі Агілера, офіцера торгового флоту країни та Мерседес Сото Гарсіяї. Закінчила Чилійський університет як викладач історії та географії та працювала бібліотекаркою у Національному статистичному управлінні.
Зі своїм майбутнім чоловіком Буссі познайомилася після землетрусу 1939 року в Чілані, в якому загинуло понад 40 000 чилійців. Вони разом брали участь у кампанії підтримки тих, хто залишився без житла. Одружились вони через рік, у 1940 році. Потім на початку своєї політичної кар'єри Альєнде став міністром охорони здоров'я в уряді Народного фронту Педро Агірре Серди.
Після військового перевороту, який скинув її чоловіка, Бассі вирушила у вигнання до Мексики. Вона проводила агітацію проти режиму Піночета. 1975 року вона стала членом журі на 9-му Московському міжнародному кінофестивалі, а в 1977 році вона висунула кандидатуру на посаду ректора Університету Глазго, програвши студенту Джону Беллу. До Мерседес повернулася в 1988 р.

## Смерть
Буссі остаточно повернулася до Чилі в 1990 році після 17 років вигнання і зберігала спокійне життя. Померла вона у віці 94 років у Сантьяго.